# アジアス
アジアス（Ageas N.V./S.A.）は、ベルギーに本拠を置く保険会社グループであり、ヨーロッパとアジア地域の15カ国で事業を展開する多国籍企業。ユーロネクスト・ブリュッセルに上場しており、BEL20構成銘柄の一つとなっている。

## 沿革

### 設立から発展へ
欧州で産業革命が起こっていた時代、1824年にベルギーの生命保険会社Assurances Générales（現在のAG Insurance）が創業したことをアジアスの起源とする。ウィレム1世の許しを得てアムステルダムに設立され、ジャック・コーエン（Jacques Coghen）を総代に迎えた。1830年9月にベルギーが独立すると、やがてコーエンは同国2代目の蔵相となり、1831年7月レオポルド1世から資産運用を託された。AGと国の双方は機関投資家として方々に投資をした。
第二次世界大戦後のベルギーは、軍事・外交にとどまらず経済においても国際化した。AGは1969年に持株会社となった。1971年5月アントウェルペンを拠点とする大手損保セキュリタス（Securitas）を買収しようと、AGはNNグループと買収案を競って勝利した。このときAGでモーリス・フレール（Maurice Frère）が総指揮をとった。モーリスは戦前にパウル・ファン・ゼーラントの後釜として政治を担当、戦中にベルギー国立銀行の総裁となり、1946年に国際決済銀行理事会の長へ登りつめた。

### フォルティスグループ形成と再分離
1990年にAGはオランダのバンカシュアランスであるAMEV/VSBと合併し、フォルティスグループとなった。2007年、フォルティスはイギリスのロイヤルバンク・オブ・スコットランド、スペインのサンタンデール銀行とコンソーシアムを結成し、ABNアムロ銀行を買収、フォルティスはABNアムロ銀行のオランダ部門とアセットマネジメント部門、プライベートバンク部門を獲得した。しかしリーマン・ショックを発端とした世界金融危機により、フォルティスは経営破綻の危機に陥り、ベルギーとルクセンブルクのリテール部門及びアセットマネジメント部門はBNPパリバに売却、オランダ部門と保険部門はオランダ政府が国有化しその後ABNアムロ銀行が継承したが、残りの部門（保険事業が主だが不良資産を保有している部門も含む）はフォルティス・ホールディング（Fortis Holding）の名称で再出発した。2010年4月、株主は企業名をFortis HoldingからAgeas N.V./S.A.（アジアス）に変更することを承認、Fortisの商標はBNPパリバに移った。
アジアスに対して2018年7月、欧米の投資家に15億ドルの損失補償支払いを命じる判決がアムステルダム控訴裁判所で出されたが、世界金融危機でフォルティスがサブプライムローン証券を抱えるABNアムロを買収したためにフォルティス株主が不当な損害を受けたとの判断が背後にあった。

## 現在
現在のアジアスは、ベルギーのAG Insurance、イギリスのAgeas Insurance、トルコのAksigorta、タイのMuang Thai Life Insurance、ベトナムのMB Ageas Lifeなど、各ブランドをアジアスの傘下で運営する形態となっている。
アジアス発足以降、売上の伸びの大半はアジア地域での成長に拠っている。分野別では生命保険が約4分の3、生命保険以外が4分の1となっている。